# رجل السندريلا (فلم)
رجل السندريلا (بالإنجليزية: Cinderella Man) فيلم دراما أمريكي صدر عام 2005 من إخراج رون هاوارد. عنوان الفيلم مقتبس من لقب أطلق على الملاكم جيمس جي برادوك والفيلم مستوحى من قصة حياته.

## روابط خارجية
- مقالات تستعمل روابط فنية بلا صلة مع ويكي بيانات